# Griekenland op de Olympische Zomerspelen 2004
Griekenland was de gastheer van de Olympische Zomerspelen 2004 in Athene. De afvaardiging bestond uit 441 atleten en was de grootste delegatie sinds de eerste Olympische Spelen in 1896 die ook in Athene werden gehouden.

## Medailleoverzicht
| Sport          | Olympiër | Discipline               | Medaille |
| -------------- | --- | ------------------------ | -------- |
| Atletiek       | Athanasía Tsoumeléka | 20km snelwandelen (m)    | Goud     |
| Atletiek       | Fani Chalkia | 400m horden (m)          | Goud     |
| Gymnastiek     | Dimosthenis Tampakos | ringen (m)               | Goud     |
| Judo           | Ilias Iliadis | -81kg (m)                | Goud     |
| Schoonspringen | Thomas Bimis Nikolaos Siranidis | 3m plank synchroon (m)   | Goud     |
| Zeilen         | Sofia Bekatorou Aimilia Tsoulfa | 470 (v)                  | Goud     |
| Atletiek       | Hrysopiyi Devetzi | hink-stap-springen (v)   | Zilver   |
| Atletiek       | Anastasía Kelesídou | discuswerpen (v)         | Zilver   |
| Taekwondo      | Alexandros Nikolaidis | +80kg (m)                | Zilver   |
| Taekwondo      | Elisavet Mystakidou | -67kg (v)                | Zilver   |
| Waterpolo      | Dimitra Asilian Stavroula Kozompoli Antonia Moraiti Georgia Ellinaki Georgia Lara Evangelia Moraitidou Eftychia Karagianni Kyriaki Liosi Anthoula Mylonaki Angeliki Karapataki Antiopi Melidoni Aikaterini Oikonomopoulou Antigoni Roumpesz | vrouwen                  | Zilver   |
| Zeilen         | Nikolaos Kaklamanakis | mistral (m)              | Zilver   |
| Atletiek       | Mirela Maniani | speerwerpen (m)          | Brons    |
| Gewichtheffen  | Pyrros Dimas | -85kg (m)                | Brons    |
| Roeien         | Vasileios Polymeros Nikolaos Skiathitis | lichte dubbel-twee (m)   | Brons    |
| Worstelen      | Artiom Kiouregkian | -55kg Grieks-Romeins (m) | Brons    |

## Deelnemers en resultaten per onderdeel

### Atletiek
| Olympiër                                                                   | Discipline               | Resultaat | Prestatie                                                                      |
| -------------------------------------------------------------------------- | ------------------------ | --------- | ------------------------------------------------------------------------------ |
| Hristoforos Hoidis                                                         | 100m (m)                 | DNS       | serie 4: niet gestart                                                          |
| Yeoryios Theodoridis                                                       | 100m (m)                 | 34e       | serie 3: 6e in 10,32 kwartfinale 3: 5e in 10,36                                |
| Anastásios Goúsis                                                          | 200m (m)                 | 11e       | serie 6: 2e in 20,44 kwartfinale 2: 2e in 20,46 halve finale 1: 5e in 20,68    |
| Panayiotis Sarris                                                          | 200m (m)                 | 27e       | serie 5: 3e in 20,67 kwartfinale 4: 7e in 20,92                                |
| Stilianos Dimotsios                                                        | 400m (m)                 | 35e       | serie 2: 7e in 46,51                                                           |
| Panayiotis Stroubakos                                                      | 800m (m)                 | 44e       | serie 2: 7e in 1.47,69                                                         |
| Periklís Iakovákis                                                         | 400m horden (m)          | 11e       | serie 3: 2e in 48,69 halve finale 2: 4e in 48,47                               |
| Stilianos Dimotsios Anastásios Goúsis Panayiotis Sarris Periklís Iakovákis | 4x400m (m)               | 12e       | serie 1: 6e in 3.04,27                                                         |
| Nikolaos Polias                                                            | marathon (m)             | 24e       | 2:17.53                                                                        |
| Eleftherios Thanopoulos                                                    | 20km snelwandelen (m)    | 36e       | 1:30.15                                                                        |
| Yeoryios Aryiropoulos                                                      | 50km snelwandelen (m)    | 39e       | 4:17.25                                                                        |
| Spiridon Kastanis                                                          | 50km snelwandelen (m)    | DNF       | niet gefinisht                                                                 |
| Theodoros Stamatopoulos                                                    | 50km snelwandelen (m)    | DNF       | niet gefinisht                                                                 |
| Dimitrios Filindras                                                        | verspringen (m)          | 35e       | kwalificatie groep A: 18e met 7,45m                                            |
| Dimitrios Serelis                                                          | verspringen (m)          | DNF       | kwalificatie groep A: geen geldige poging                                      |
| Loúis Tsátoumas                                                            | verspringen (m)          | 22e       | kwalificatie groep B: 11e met 7,81m                                            |
| Hristos Meletoglou                                                         | hink-stap-springen (m)   | 6e        | kwalificatie groep A: 4e met 17,06m finale: 6e met 17,13m                      |
| Marios Evaggelou                                                           | polsstokhoogspringen (m) | 33e       | kwalificatie groep A: 16e met 5,30m                                            |
| Savvas Panavoglou                                                          | discuswerpen (m)         | 23e       | kwalificatie groep B: 12e met 58,47m                                           |
| Aléxandros Papadimitríou                                                   | kogelslingeren (m)       | 18e       | kwalificatie groep A: 8e met 75,55m                                            |
| Prodromos Korkizoglou                                                      | tienkamp (m)             | 26e       | 7573 punten                                                                    |
|                                                                            |                          |           |                                                                                |
| Olga Kaidantzi                                                             | 200m (v)                 | 15e       | serie 6: 3e in 23,11 kwartfinale 2: 3e in 23,15 halve finale 2: 8e in 23,30    |
| Konstadina Efedaki                                                         | 1500m (v)                | 21e       | serie 2: 9e in 4.06,73 halve finale 1: 12e in 4.09,37                          |
| Maria Protopappa                                                           | 5000m (v)                | 23e       | serie 2: 12e in 15.35,07                                                       |
| Flora Redoumi                                                              | 100m horden (v)          | 22e       | serie 3: 5e in 13,14                                                           |
| Fani Chalkia                                                               | 400m horden (v)          | Goud      | serie 4: 1e in 53,85 (NR) halve finale 2: 1e in 52,77 (NR) finale: 1e in 52,82 |
| Maria Karastamati Marina Vasarmidou Effrosini Patsou Yeoryía Koklóni       | 4x100m (v)               | 14e       | serie 1: 8e in 44,45                                                           |
| Hariklia Bouda Hrisoula Goudenoudi Dimitra Dova Fani Chalkia               | 4x400m (v)               | 8e        | serie 2: 2e in 3.26,70 finale: 8e in 3.45,70                                   |
| Yeoryia Abatzidou                                                          | marathon (v)             | 50e       | 2:50.01                                                                        |
| Hristina Kokotou                                                           | 20km snelwandelen (v)    | 31e       | 1:35.43                                                                        |
| Athina Papayianni                                                          | 20km snelwandelen (v)    | 10e       | 1:30.37                                                                        |
| Athanasía Tsoumeléka                                                       | 20km snelwandelen (v)    | Goud      | 1:29.12                                                                        |
| Ioanna Kafetzi                                                             | verspringen (v)          | 17e       | kwalificatie groep A: 11e met 6,49m                                            |
| Stiliani Pilatou                                                           | verspringen (v)          | 23e       | kwalificatie groep B: 9e met 6,42m                                             |
| Niki Xanthou                                                               | verspringen (v)          | 32e       | kwalificatie groep B: 15e met 6,31m                                            |
| Hrysopiyi Devetzi                                                          | hink-stap-springen (v)   | Zilver    | kwalificatie groep A: 1e met 15,32m (NR) finale: 2e met 15,25m                 |
| Athanasia Perra                                                            | hink-stap-springen (v)   | 33e       | kwalificatie groep B: 16e met 13,19m                                           |
| Olga Vasdeki                                                               | hink-stap-springen (v)   | 11e       | kwalificatie groep A: 7e met 14,54m finale: 11e met 14,34m                     |
| Nikolia Mitropoulou                                                        | hoogspringen (v)         | 31e       | kwalificatie groep B: 17e met 1,85m                                            |
| Afroditi Skafida                                                           | polsstokhoogspringen (v) | DNF       | kwalificatie groep B: geen geldige poging                                      |
| Yeoryia Tsiliggiri                                                         | polsstokhoogspringen (v) | 19e       | kwalificatie groep A: 8e met 4,30m                                             |
| Kalliopi Ouzouni                                                           | kogelstoten (v)          | 13e       | kwalificatie groep B: 6e met 18,03m                                            |
| Irini Terzoglou                                                            | kogelstoten (v)          | 19e       | kwalificatie groep B: 10e met 17,34m                                           |
| Anastasía Kelesídou                                                        | discuswerpen (v)         | Zilver    | kwalificatie groep B: 2e met 64,13m finale: 2e met 66,68m                      |
| Stiliani Tsikouna                                                          | discuswerpen (v)         | 10e       | kwalificatie groep B: 4e met 61,72m finale: 10e met 59,48m                     |
| Ekaterini Vongoli                                                          | discuswerpen (v)         | 7e        | kwalificatie groep A: 4e met 63,39m finale: 7e met 62,37m                      |
| Savva Lika                                                                 | speerwerpen (v)          | 9e        | kwalificatie groep A: 3e met 62,22m finale: 9e met 60,91m                      |
| Mirela Maniani                                                             | speerwerpen (v)          | Brons     | kwalificatie groep B: 8e met 61,04m finale: 3e met 64,29m                      |
| Aggeliki Tsiolakoudi                                                       | speerwerpen (v)          | 19e       | kwalificatie groep B: 8e met 59,64m                                            |
| Stiliani Papadopoulou                                                      | kogelslingeren (v)       | 40e       | kwalificatie groep B: 15e met 61,61m                                           |
| Alexandra Papayeoryiou                                                     | kogelslingeren (v)       | 12e       | kwalificatie groep B: 6e met 68,58m finale: 12e met 66,83m                     |
| Evdokia Tsamoglou                                                          | kogelslingeren (v)       | 35e       | kwalificatie groep A: 19e met 62,76m                                           |
| Aryiro Strataki                                                            | zevenkamp (v)            | 15e       | 6117 punten                                                                    |

### Badminton
| Olympiër                      | Discipline     | Resultaat | Prestatie                                  |
| ----------------------------- | -------------- | --------- | ------------------------------------------ |
| Theodoros Velkos George Patis | dubbelspel (m) | 17e       | 1e ronde: V van MAS Chang/Chew: 1-15, 4-15 |

### Basketbal

#### Mannen
| Olympiër | Discipline | Resultaat | Prestatie |
| --- | ---------- | --------- | --- |
| Frankie Alvertis Dimitrios Diamantidis Dimos Dikoudis Antonios Fotsis Mikhalis Kakiouzis Nikos Khatzivrettas Lazaros Papadopoulos Theodoros Papaloukas Pap Papanikolaou Vasileios Spanoulis Kostas Tsartsaris Nikos Zisis | mannen     | 5e        | groep B: 2e W van Australië: 76-54 V van Verenigde Staten: 71-77 V van Litouwen: 76-98 W van Angola: 88-56 W van Puerto Rico: 78-58 kwartfinale: V van Argentinië: 64-69 5-6e plek: W van Puerto Rico: 85-75 |

| Groep B |                  |             |             |             |            |            |            |        |
| #       | Land             | Wedstrijden | Wedstrijden | Wedstrijden | Doelpunten | Doelpunten | Doelpunten | Punten |
| #       | Land             | G           | W           | V           | V          | T          | Saldo      | Punten |
| 1       | Litouwen         | 5           | 5           | 0           | 468        | 414        | +54        | 10     |
| 2       | Griekenland      | 5           | 3           | 2           | 389        | 343        | +46        | 8      |
| 3       | Puerto Rico      | 5           | 3           | 2           | 410        | 411        | −1         | 8      |
| 4       | Verenigde Staten | 5           | 3           | 2           | 418        | 389        | +29        | 8      |
| 5       | Australië        | 5           | 1           | 4           | 383        | 411        | −28        | 6      |
| 6       | Angola           | 5           | 0           | 5           | 321        | 421        | −100       | 5      |

| Ronde       | Datum  | Plaats           | Land  | Score       | Land |
| ----------- | ------ | ---------------- | ----- | ----------- | ---- |
| Groepsfase  |        |                  |       |             |      |
| 15 augustus | Athene | Griekenland      | 76-54 | Australië   |      |
| 17 augustus | Athene | Verenigde Staten | 77-71 | Griekenland |      |
| 19 augustus | Athene | Griekenland      | 76-98 | Litouwen    |      |
| 21 augustus | Athene | Angola           | 56-88 | Griekenland |      |
| 23 augustus | Athene | Griekenland      | 78-58 | Puerto Rico |      |
| Kwartfinale |        |                  |       |             |      |
| 26 augustus | Athene | Griekenland      | 64-69 | Argentinië  |      |
| 5-6e plek   |        |                  |       |             |      |
| 28 augustus | Athene | Puerto Rico      | 75-85 | Griekenland |      |

#### Vrouwen
| Olympiër | Discipline | Resultaat | Prestatie |
| --- | ---------- | --------- | --- |
| Katerina Deli Dimitra Kalentzou Tatiana Kavvadia Athina Khristoforaki Sofia Klingopoulou Anastasia Kostaki Evanthia Maltsi Maria Samoroekova Polymnia Sarengou Eirini Stakhtiari Atalanti Tasouli Eleni Vasileiou | vrouwen    | 7e        | groep A: 4e V van Rusland: 62-69 V van Brazilië: 75-87 W van Nigeria: 83-68 V van Australië: 40-77 W van Japan: 93-91 kwartfinale: V van Verenigde Staten: 72-102 7-8e plek: W van Nieuw-Zeeland: 87-83 |

| Groep A |             |             |             |             |        |        |        |        |
| #       | Land        | Wedstrijden | Wedstrijden | Wedstrijden | Punten | Punten | Punten | Punten |
| #       | Land        | G           | W           | V           | V      | T      | Saldo  | Punten |
| 1       | Australië   | 5           | 5           | 0           | 418    | 313    | +105   | 10     |
| 2       | Rusland     | 5           | 4           | 1           | 389    | 333    | +56    | 9      |
| 3       | Brazilië    | 5           | 3           | 2           | 430    | 361    | +69    | 8      |
| 4       | Griekenland | 5           | 2           | 3           | 353    | 392    | -39    | 7      |
| 5       | Japan       | 5           | 1           | 4           | 381    | 485    | -104   | 6      |
| 6       | Nigeria     | 5           | 0           | 5           | 335    | 422    | -87    | 5      |

| Ronde       | Datum  | Plaats           | Land   | Score         | Land |
| ----------- | ------ | ---------------- | ------ | ------------- | ---- |
| Groepsfase  |        |                  |        |               |      |
| 14 augustus | Athene | Griekenland      | 62-69  | Rusland       |      |
| 16 augustus | Athene | Brazilië         | 87-75  | Griekenland   |      |
| 18 augustus | Athene | Griekenland      | 83-68  | Nigeria       |      |
| 20 augustus | Athene | Australië        | 77-40  | Griekenland   |      |
| 22 augustus | Athene | Griekenland      | 93-91  | Japan         |      |
| Kwartfinale |        |                  |        |               |      |
| 25 augustus | Athene | Verenigde Staten | 102-72 | Griekenland   |      |
| 7-8e plek   |        |                  |        |               |      |
| 27 augustus | Athene | Griekenland      | 87-83  | Nieuw-Zeeland |      |

### Boksen
| Olympiër            | Discipline | Resultaat | Prestatie |
| ------------------- | ---------- | --------- | --- |
| Marios Kaperonis    | -60kg (m)  | 17e       | 1e ronde: V van GBR Khan: scheidsrechterlijke beslissing                                                           |
| Spyridon Ioannidis  | -64kg (m)  | 17e       | 1e ronde: V van THA Boonjumnong: 16-28                                                                             |
| Theodoros Kotakos   | -69kg (m)  | 17e       | 1e ronde: V van CUB Armenteros: scheidsrechterlijke beslissing                                                     |
| Georgios Gazis      | -75kg (m)  | 17e       | 1e ronde: V van AZE Javid: 31-32                                                                                   |
| Elias Pavlidis      | -81kg (m)  | 5e        | 1e ronde: W van GAB Makiba: 32-17 2e ronde: W van AZE Ismayilov: 31-16 kwartfinale: V van EGY Ismail: Ahmed Ismail |
| Spyridon Kladouchas | -91kg (m)  | 9e        | 1e ronde: V van AZE Alakbarov: 14-18                                                                               |

### Boogschieten
| Olympiër                                                       | Discipline      | Resultaat | Prestatie |
| -------------------------------------------------------------- | --------------- | --------- | --- |
| Georgios Kalogiannidis                                         | individueel (m) | 54e       | plaatsingsronde: 58e met 601 punten 1e ronde: V van RUS Tsyrempilov: 133-148 |
| Alexandros Karageorgiou                                        | individueel (m) | 29e       | plaatsingsronde: 33e met 647 punten 1e ronde: W van IND Rai: 147-143 2e ronde: V van KOR Im: 159-171                                                                                    |
| Apostolos Nanos                                                | individueel (m) | 57e       | plaatsingsronde: 60e met 585 punten 1e ronde: V van KOR Jang: 131-162 |
| Georgios Kalogiannidis Alexandros Karageorgiou Apostolos Nanos | team (m)        | 13e       | plaatsingsronde: 13e met 1833 punten 1e ronde: V van Oekraïne: 225-243 |
|                                                                |                 |           | |
| Evangelia Psarra                                               | individueel (v) | 7e        | plaatsingsronde: 8e met 652 punten 1e ronde: W van AUS Galbraith: 138-116 2e ronde: W van TUR Satir: 163-161 3e ronde: W van ESP Gallardo: 160-152 kwartfinale: V van KOR Park: 101-111 |
| Elpida Romantzi                                                | individueel (v) | 31e       | plaatsingsronde: 34e met 624 punten 1e ronde: W van FRA Schuh: 151-143 2e ronde: V van KOR Lee: 146-166                                                                                 |
| Fotini Vavatsi                                                 | individueel (v) | 35e       | plaatsingsronde: 51e met 609 punten 1e ronde: V van UKR Berezhna: 156-160 |
| Evangelia Psarra Elpida Romantzi Fotini Vavatsi                | team (v)        | 5e        | plaatsingsronde: 8e met 1885 punten 1e ronde: W van Verenigde Staten: 230-227 kwartfinale: V van Zuid-Korea: 232-244                                                                    |

### Gewichtheffen
| Olympiër             | Discipline | Resultaat | Prestatie                                                     |
| -------------------- | ---------- | --------- | ------------------------------------------------------------- |
| Leonidas Sabanis     | -62kg (m)  | DSQ       | trekken: 3e met 145kg stoten: 3e met 167,5kg totaal: 302,5kg  |
| Viktor Mitrou        | -77kg (m)  | 5e        | trekken: 6e met 160kg stoten: 2e met 200kg totaal: 360kg      |
| Pyrros Dimas         | -85kg (m)  | Brons     | trekken: 3e met 175kg stoten: 4e met 202,5kg totaal: 377,5kg  |
| Georgios Markoulas   | -85kg (m)  | 4e        | trekken: 6e met 167,5kg stoten: 1e met 205kg totaal: 372,5kg  |
| Kakhi Kakhiashvili   | -94kg (m)  | DNF       | trekken: 4e met 180kg stoten: geen geldige poging             |
| Nikolaos Kourtidis   | -94kg (m)  | 11e       | trekken: 14e met 167,5kg stoten: 8e met 210kg totaal: 377,5kg |
|                      |            |           |                                                               |
| Charikleia Kastritsi | -58kg (v)  | 13e       | trekken: 11e met 90kg stoten: 13e met 110kg totaal: 200kg     |
| Anastasia Tsakiri    | -63kg (v)  | DNF       | trekken: 4e met 97,5kg stoten: geen geldige poging            |
| Christina Ioannidi   | -75kg (v)  | 5e        | trekken: 7e met 112,5kg stoten: 4e met 142,5kg totaal: 255kg  |
| Vasiliki Kasapi      | +75kg (v)  | 8e        | trekken: 5e met 125kg stoten: 7e met 152,5kg totaal: 277,5kg  |

### Gymnastiek
| Olympiër                                                                                              | Discipline               | Resultaat | Prestatie                                                         |
| Ritmisch                                                                                              | Ritmisch                 | Ritmisch  | Ritmisch                                                          |
| --- | ------------------------ | --------- | ----------------------------------------------------------------- |
| Eleni Andriola                                                                                        | individueel (v)          | 9e        | kwalificatie: 6e met 99,600 punten finale: 9e met 97,600 punten   |
| Theodora Pallidou                                                                                     | individueel (v)          | 11e       | kwalificatie: 11e met 95,225 punten                               |
| Ilektra Efthymiou Maria Kakiou Liana Khristidou Eleni Khronopoulou Varvara Magnisali Steriani Pantazi | team (v)                 | 5e        | kwalificatie: 3e met 46,400 punten finale: 5e met 46,525 punten   |
| Trampoline                                                                                            |                          |           |                                                                   |
| Michail Pelivanidis                                                                                   | mannen                   | 12e       | kwalificatie: 12e met 62,60 punten                                |
| Turnen                                                                                                |                          |           |                                                                   |
| Dimosthenis Tampakos                                                                                  | ringen (m)               | Goud      | kwalificatie: 1e met 9,850 punten finale: 1e met 9,862 punten     |
| Vlasios Maras                                                                                         | individuele meerkamp (m) | 36e       | kwalificatie: 36e met 54,699 punten                               |
| |                          |           |                                                                   |
| Maria Apostolidi                                                                                      | individuele meerkamp (v) | 57e       | kwalificatie: 57e met 33,912 punten                               |
| Stefani Bismpikou                                                                                     | individuele meerkamp (v) | 15e       | kwalificatie: 24e met 36,486 punten finale: 15e met 36,499 punten |

### Handbal

#### Mannen
| Olympiër | Discipline | Resultaat | Prestatie |
| --- | ---------- | --------- | --- |
| Alexios Alvanos Spyros Balomenos Giorgos Khalkidis Grigoris Khatsatourian Jiotsa Khrysopoulos Nikos Grammatikos Dimitrios Kafatos Savvas Karypidis Nikos Kokolodimitrakis Andreas Troupis Dimitrios Tzimourtos Alexandros Vasilakis Vangelis-Giorgos Voglis Georgios Zaravinas Sasa Zivoulovic | mannen     | 6e        | groep B: 4e V van Duitsland: 18-28 V van Frankrijk: 25-29 W van Egypte: 26-25 W van Brazilië: 26-22 V van Hongarije: 22-26 kwartfinale: V van Kroatië: 27-33 5-8e plek: W van Zuid-Korea: 29-24 5-6e plek: V van Frankrijk: 33-15 |

| Groep B |             |             |             |             |             |            |            |            |        |
| #       | Land        | Wedstrijden | Wedstrijden | Wedstrijden | Wedstrijden | Doelpunten | Doelpunten | Doelpunten | Punten |
| #       | Land        | G           | W           | G           | V           | V          | T          | Saldo      | Punten |
| 1       | Frankrijk   | 5           | 5           | 0           | 0           | 135        | 108        | +27        | 10     |
| 2       | Hongarije   | 5           | 4           | 0           | 1           | 132        | 124        | +8         | 8      |
| 3       | Duitsland   | 5           | 3           | 0           | 2           | 139        | 110        | +29        | 6      |
| 4       | Griekenland | 5           | 2           | 0           | 3           | 117        | 130        | -13        | 4      |
| 5       | Brazilië    | 5           | 1           | 0           | 4           | 105        | 133        | -28        | 2      |
| 5       | Egypte      | 5           | 0           | 0           | 5           | 110        | 133        | -23        | 0      |

| Ronde       | Datum  | Plaats      | Land  | Score       | Land |
| ----------- | ------ | ----------- | ----- | ----------- | ---- |
| Groepsfase  |        |             |       |             |      |
| 14 augustus | Athene | Duitsland   | 28-18 | Griekenland |      |
| 16 augustus | Athene | Griekenland | 25-29 | Frankrijk   |      |
| 18 augustus | Athene | Griekenland | 26-25 | Egypte      |      |
| 20 augustus | Athene | Brazilië    | 22-26 | Griekenland |      |
| 22 augustus | Athene | Hongarije   | 26-22 | Griekenland |      |
| Kwartfinale |        |             |       |             |      |
| 24 augustus | Athene | Kroatië     | 33-27 | Griekenland |      |
| 5-8e plek   |        |             |       |             |      |
| 27 augustus | Athene | Griekenland | 29-24 | Zuid-Korea  |      |
| 5-6e plek   |        |             |       |             |      |
| 28 augustus | Athene | Griekenland | 15-33 | Frankrijk   |      |

#### Vrouwen
| Olympiër | Discipline | Resultaat | Prestatie |
| --- | ---------- | --------- | --- |
| Elena Nikoli Rita Mavrogeni Anna Psatha Eleni Poimenidou Eleni Potari Georgia Dorotheou Pengy Vemi Vasiliki Skara Grigoria Golia Tatiana Sousa Anna Patsio Mikhaela Mikhalopoulou Stella Gioupi Viki Theodoridou Ioanna Fotiadou | vrouwen    | 10e       | groep B: 5e V van Brazilië: 21-29 V van Hongarije: 20-33 V van China: 13-33 V van Oekraïne: 20-29 9-10e plek: V van Angola: 23-38 |

| Groep B |             |             |             |             |             |            |            |            |        |
| #       | Land        | Wedstrijden | Wedstrijden | Wedstrijden | Wedstrijden | Doelpunten | Doelpunten | Doelpunten | Punten |
| #       | Land        | G           | W           | G           | V           | V          | T          | Saldo      | Punten |
| 1       | Oekraïne    | 4           | 4           | 0           | 0           | 99         | 82         | +17        | 8      |
| 2       | Hongarije   | 4           | 3           | 0           | 1           | 118        | 93         | +25        | 6      |
| 3       | China       | 4           | 2           | 0           | 2           | 106        | 90         | +16        | 4      |
| 4       | Brazilië    | 4           | 1           | 0           | 3           | 97         | 105        | -8         | 2      |
| 5       | Griekenland | 4           | 0           | 0           | 4           | 74         | 124        | -50        | 0      |

| Ronde       | Datum  | Plaats      | Land  | Score       | Land |
| ----------- | ------ | ----------- | ----- | ----------- | ---- |
| Groepsfase  |        |             |       |             |      |
| 15 augustus | Athene | Griekenland | 21-29 | Brazilië    |      |
| 17 augustus | Athene | Hongarije   | 33-20 | Griekenland |      |
| 19 augustus | Athene | Griekenland | 13-33 | China       |      |
| 21 augustus | Athene | Oekraïne    | 29-20 | Griekenland |      |
| 9-10e plek  |        |             |       |             |      |
| 26 augustus | Athene | Griekenland | 23-38 | Angola      |      |

### Honkbal
| Olympiër | Discipline | Resultaat | Prestatie |
| --- | ---------- | --------- | --- |
| Clayton Bellinger Alexander Cremidans Chris Demetral Dimitrios Douros Laurence Heisler James Kavourias Robert Kingsbury Georgios Kottaras Michael Koutsantonakis Cory Antony Harris Peter Maestrales Nick Markakis Meleti Ross Melehes Erik Pappas Peter Rasmusen Christoforos Rompinson Panagiotis Sikaras Vasili Spanos Peter Soteropoulos Sean Spencer Jared Theodorakos Nicholas Theodorou Clint Zavaras | mannen     | DNS       | groepsfase: 7e V van Nederland: 0-11 V van Cuba: 4-5 V van Chinees Taipei: 1-7 V van Canada: 0-2 V van Australië: 6-11 W van Italië: 12-7 V van Japan: 1-6 |

| Groepsfase |                |             |             |             |
| #          | Land           | Wedstrijden | Wedstrijden | Wedstrijden |
| #          | Land           | G           | W           | V           |
| 1          | Japan          | 7           | 6           | 1           |
| 2          | Cuba           | 7           | 6           | 1           |
| 3          | Canada         | 7           | 5           | 2           |
| 4          | Australië      | 7           | 4           | 3           |
| 5          | Chinees Taipei | 7           | 3           | 4           |
| 6          | Nederland      | 7           | 2           | 5           |
| 7          | Griekenland    | 7           | 1           | 6           |
| 8          | Italië         | 7           | 1           | 6           |

| Ronde       | Datum  | Plaats      | Land | Score          | Land |
| ----------- | ------ | ----------- | ---- | -------------- | ---- |
| Groepsfase  |        |             |      |                |      |
| 15 augustus | Athene | Nederland   | 11-0 | Griekenland    |      |
| 16 augustus | Athene | Griekenland | 4-5  | Cuba           |      |
| 17 augustus | Athene | Griekenland | 1-7  | Chinees Taipei |      |
| 18 augustus | Athene | Canada      | 2-0  | Griekenland    |      |
| 20 augustus | Athene | Griekenland | 6-11 | Australië      |      |
| 21 augustus | Athene | Griekenland | 12-7 | Italië         |      |
| 22 augustus | Athene | Japan       | 7-1  | Griekenland    |      |

### Judo
| Olympiër                | Discipline | Resultaat | Prestatie |
| ----------------------- | ---------- | --------- | --- |
| Revazi Zintiridis       | -60kg (m)  | 7e        | 1e ronde: W van UZB Zokirov: ippon 2e ronde: W van GBR Fallon: ippon kwartfinale: V van IRI Akhondzadeh: ippon herkansingen: W van CMR Cameroun: ippon herkansingen 2: V van ESP Uematsu: ippon |
| Giorgi Vazagashvili     | -66kg (m)  | 21e       | 1e ronde: V van MGL Dashdavaa: waza-ari |
| Revazi Zintiridis       | -73kg (m)  | 13e       | 1e ronde: V van RUS Makarov: ippon herkansingen: V van GEO Kevkhishvili: ippon |
| Ilias Iliadis           | -81kg (m)  | Goud      | 1e ronde: W van AUS Endicott-Davies: ippon 2e ronde: W van ARG Sganga: walk-over kwartfinale: W van KOR Kwon: koka halve finale: W van RUS Nossov: ippon finale: W van UKR Hontyuk: ippon       |
| Dionysios Iliadis       | -90kg (m)  | 13e       | 1e ronde: W van UZB Pereteyko: ippon 2e ronde: V van JPN Izumi: ippon herkansingen: V van BLR Kukharenka: ippon                                                                                 |
| Vassilios Iliadis       | -100kg (m) | 13e       | 1e ronde: V van GER Jurack: ippon herkansingen: V van CUB Despaigne: ippon |
| Charalampos Papaioannou | +100kg (m) | 13e       | 1e ronde: W van VEN Ruiz: ippon 2e ronde: V van JPN Suzuki: ippon herkansingen: V van GER Tölzer: waza-ari                                                                                      |
|                         |            |           | |
| Maria Karagiannopoulou  | -48kg (v)  | 5e        | 1e ronde: vrij 2e ronde: V van JPN Tani: waza-ari herkansingen: W van ALG Haddad: waza-ari herkansingen 2: W van POL Żemła-Krajewska: ippon bronzen finale: V van GER Matijass: ippon           |
| Maria Tselaridou        | -52kg (v)  | 15e       | 1e ronde: vrij 2e ronde: V van GER Imbriani: ippon |
| Ioulieta Boukouvala     | -57kg (v)  | 16e       | 1e ronde: vrij 2e ronde: V van GBR Cox: koka |
| Eleni Tampasi           | -63kg (v)  | 15e       | 1e ronde: vrij 2e ronde: V van BEL Vandecaveye: ippon |
| Alexia Kourtelesi       | -70kg (v)  | 14e       | 1e ronde: vrij 2e ronde: V van ARG Copes: ippon |
| Varvara Akiritidou      | -78kg (v)  | 13e       | 1e ronde: vrij 2e ronde: V van UKR Matrosova: ippon herkansingen: V van KOR Lee: ippon |
| Eleni Patsiou           | +78kg (v)  | 15e       | 1e ronde: vrij 2e ronde: V van FRA Bisséni: ippon |

### Kanovaren
| Olympiër                    | Discipline    | Resultaat | Prestatie                                              |
| Slalom                      | Slalom        | Slalom    | Slalom                                                 |
| --------------------------- | ------------- | --------- | ------------------------------------------------------ |
| Christos Tsakmakis          | C-1 (m)       | 15e       | voorronde: 15e met 225,54                              |
| Alexandros Dimitriou        | K-1 (m)       | 24e       | voorronde: 24e met 236,21                              |
|                             |               |           |                                                        |
| Maria Ferekidi              | K-1 (v)       | 24e       | voorronde: 17e met 250,28                              |
| Vlakwater                   |               |           |                                                        |
| Andreas Kiligkaridis        | C-1 500m (m)  | 16e       | serie 1: 5e in 1.53,662 halve finale 1: 7e in 1.53,793 |
| Andreas Kiligkaridis        | C-1 1000m (m) | 11e       | serie 2: 3e in 3.53,723 halve finale 1: 4e in 3.55,608 |
| Apostolos Papandreou        | K-1 500m (m)  | 26e       | serie 4: 5e in 1.44,217 halve finale 3: 9e in 1.46,627 |
| Apostolos Papandreou        | K-1 1000m (m) | 23e       | serie 1: 8e in 3.41,664                                |
|                             |               |           |                                                        |
| Athina-Theodora Alexopoulou | K-1 500m (v)  | 11e       | serie 2: 4e in 1.54,518 halve finale 1: 5e in 1.54,950 |

### Moderne vijfkamp
| Olympiër         | Discipline | Resultaat | Prestatie   |
| ---------------- | ---------- | --------- | ----------- |
| Vasileios Floros | mannen     | 28e       | 4848 punten |
|                  |            |           |             |
| Katalin Partics  | vrouwen    | 16e       | 5028 punten |

### Roeien
| Olympiër                                | Discipline             | Resultaat | Prestatie                                                                                                |
| --------------------------------------- | ---------------------- | --------- | --- |
| Vasileios Polymeros Nikolaos Skiathitis | lichte dubbel-twee (m) | Brons     | serie 1: 1e in 6.15,22 halve finale 1: 2e in 6.17,12 finale: 3e in 6.23,23                               |
|                                         |                        |           | |
| Chrysi Biskitzi Maria Sakellaridou      | lichte dubbel-twee (v) | 12e       | serie 1: 4e in 7.05,52 herkansingen: 3e in 7.04,98 halve finale 1: 6e in 7.15,45 finale B: 6e in 7.48,42 |

### Paardensport
| Olympiër                                                                  | Discipline  | Resultaat | Prestatie                                                           |
| Dressuur                                                                  | Dressuur    | Dressuur  | Dressuur                                                            |
| ------------------------------------------------------------------------- | ----------- | --------- | ------------------------------------------------------------------- |
| Gerta Lehmann                                                             | individueel | 51e       | Grand Prix: 51e met 60,000%                                         |
| Alexandra Sourla                                                          | individueel | 47e       | Grand Prix: 47e met 62,833%                                         |
| Eventing                                                                  |             |           |                                                                     |
| Heidi Antikatzides                                                        | individueel | 60e       | Grand Prix: 148,80 strafpunten                                      |
| Springconcours                                                            |             |           |                                                                     |
| Emmanouela Athanassiades                                                  | individueel | DNF       | kwalificatie: niet gefinisht                                        |
| Hannah Mytilinaiou                                                        | individueel | 60e       | kwalificatie: 60e met 65 strafpunten                                |
| Antonis Petris                                                            | individueel | 36e       | kwalificatie: 13e met 12 strafpunten finale: 36e met 16 strafpunten |
| Danae Tsatsoua                                                            | individueel | 65e       | kwalificatie: 65e met 44 strafpunten                                |
| Emmanouela Athanassiades Hannah Mytilinaiou Antonis Petris Danae Tsatsoua | team        | 14e       | 47 strafpunten                                                      |

### Schermen
| Olympiër                                                                | Discipline     | Resultaat | Prestatie |
| ----------------------------------------------------------------------- | -------------- | --------- | --- |
| Georges Ambalof                                                         | degen (m)      | 33e       | 1e ronde: V van EGY Nabil: 6-15 |
| Marios Basmatzian                                                       | sabel (m)      | 33e       | 1e ronde: V van JPN Nagara: 8-15 |
| Jason Dourakos                                                          | sabel (m)      | 33e       | 1e ronde: V van CHN Zhou: 10-15 |
| Constantine Manetas                                                     | sabel (m)      | 17e       | 1e ronde: W van ALG Bernaoui: 15-10 2e ronde: V van ITA Montano: 12-15                                                                  |
| Marios Basmatzian Jason Dourakos Dimitrios Kostakos Constantine Manetas | sabel team (m) | 8e        | 1e ronde: V van Rusland: 22-45 5-8e plek: V van Oekraïne: 39-45 7-8e plek: V van China: 42-45                                           |
|                                                                         |                |           | |
| Jeanne Hristou                                                          | degen (v)      | 5e        | 1e ronde: vrij 2e ronde: W van CAN Schalm: 15-13 3e ronde: W van RUS Logunova: 15-10 kwartfinale: V van FRA Flessel-Colovic: 13-15      |
| Dimitra Magkandaki                                                      | degen (v)      | 17e       | 1e ronde: W van NZL Beer: 15-8 2e ronde: V van FRA Nisima: 5-6                                                                          |
| Niki Sidiropoulou                                                       | degen (v)      | 17e       | 1e ronde: W van SEN Ndong: walk-over 2e ronde: V van GER Bokel: 10-15                                                                   |
| Marios Basmatzian Jason Dourakos Dimitrios Kostakos Constantine Manetas | degen team (v) | 8e        | 1e ronde: W van Zuid-Afrika: 34-15 kwartfinale: V van Duitsland: 32-33 5-8e plek: V van China: 18-29 7-8e plek: V van Zuid-Korea: 30-44 |
| Maria Rentoumi                                                          | floret (v)     | 17e       | 1e ronde: V van RUS Yusheva: 4-15 |

### Schietsport
| Olympiër                    | Discipline                 | Resultaat | Prestatie                                              |
| --------------------------- | -------------------------- | --------- | ------------------------------------------------------ |
| Georgios Petsanis           | 10m luchtgeweer (m)        | 12e       | kwalificatie: 12e met 593 punten (98-100-100-99-98-98) |
| Konstantinos Savorgiannakis | 10m luchtgeweer (m)        | 18e       | kwalificatie: 18e met 592 punten (98-100-98-99-99-98)  |
| Evangelos Liogris           | 50m geweer 3 houdingen (m) | 38e       | kwalificatie: 38e met 1135 punten (390-363-381)        |
| Evangelos Liogris           | 50m geweer liggend (m)     | 38e       | kwalificatie: 36e met 589 punten (98-96-99-98-99-99)   |
| Dionissios Georgakopoulos   | 50m pistool (m)            | 28e       | kwalificatie: 28e met 549 punten (97-91-91-87-90-93)   |
| Dionissios Georgakopoulos   | 10m luchtpistool (m)       | 33e       | kwalificatie: 33e met 572 punten (94-97-93-95-96-97)   |
| Georgios Salavantakis       | skeet (m)                  | 21e       | kwalificatie: 21e met 119 punten (22-25-24-25-23)      |
| Nikolaos Antoniadis         | trap (m)                   | 31e       | kwalificatie: 31e met 110 punten (23-23-22-21-21)      |
| Angelos Spiropoulos         | dubbeltrap (m)             | 22e       | kwalificatie: 22e met 124 punten (39-46-39)            |
|                             |                            |           |                                                        |
| Maria Faka                  | 10m luchtgeweer (v)        | 33e       | kwalificatie: 33e met 388 punten (97-97-95-97)         |
| Alexia Smirli               | 10m luchtgeweer (v)        | 27e       | kwalificatie: 27e met 391 punten (99-97-98-97)         |
| Agathi Kassoumi             | 25m pistool (v)            | 21e       | kwalificatie: 21e met 574 punten (283-291)             |
| Marina Karaflou             | 10m luchtpistool (v)       | 26e       | kwalificatie: 26e met 377 punten (94-95-93-95)         |

### Schoonspringen
| Olympiër                                     | Discipline              | Resultaat | Prestatie                                                            |
| -------------------------------------------- | ----------------------- | --------- | -------------------------------------------------------------------- |
| Nikolaos Siranidis                           | 3m plank (m)            | 28e       | voorronde: 28e met 363,75 punten                                     |
| Ioannis Gavriilidis                          | 10m toren (m)           | 22e       | voorronde: 22e met 395,34 punten                                     |
| Sotirios Trakas                              | 10m toren (m)           | 26e       | voorronde: 26e met 361,56 punten                                     |
| Thomas Bimis Nikolaos Siranidis              | 3m plank synchroon (m)  | Goud      | 353,34 punten                                                        |
| Sotirios Trakas Ioannis Gavriilidis          | 10m toren synchroon (m) | 7e        | 331,44 punten                                                        |
|                                              |                         |           |                                                                      |
| Diamantina Georgatou                         | 3m plank (v)            | 33e       | voorronde: 33e met 157,56 punten                                     |
| Sotiria Koutsopetrou                         | 3m plank (v)            | 22e       | voorronde: 22e met 250,59 punten                                     |
| Eftychia Pappa-Papavolou                     | 10m toren (v)           | 17e       | voorronde: 15e met 307,65 punten halve finale: 17e met 463,89 punten |
| Diamantina Georgatou Sotiria Koutsopetrou    | 3m plank synchroon (v)  | 8e        | 270,33 punten                                                        |
| Eftychia Pappa-Papavolou Florentia Sfakianou | 10m toren synchroon (v) | 8e        | 272,40 punten                                                        |

### Softbal
| Olympiër | Discipline | Resultaat | Prestatie |
| --- | ---------- | --------- | --- |
| Lindsey Bashor Stacey Farnworth Katina Kramos Stephanie Skegas Maxwell Jamie Farnworth Chloe Kloezeman Ginny Georgantas Sarah Farnworth Kristen Karanzias Joanna Gail Vanessa Czarnecki Lindsay James Joanna Bouziou Jessica Bashor Aikaterini Koutougkou | vrouwen    | 7e        | groepsfase: 7e V van China: 0-5 W van Canada: 2-0 W van Italië: 2-1 V van Chinees Taipei: 0-2 V van Japan: 0-6 V van Verenigde Staten: 0-7 V van Australië: 2-3 |

| Groepsfase |                  |             |             |             |    |    |     |        |
| #          | Land             | Wedstrijden | Wedstrijden | Wedstrijden |    |    |     | Punten |
| #          | Land             | G           | W           | V           |    |    |     | Punten |
| 1          | Verenigde Staten | 7           | 7           | 0           | 41 | 0  | +41 | 1000   |
| 2          | Australië        | 7           | 6           | 1           | 22 | 14 | +8  | .857   |
| 3          | Japan            | 7           | 4           | 3           | 17 | 8  | +9  | .571   |
| 4          | China            | 7           | 3           | 4           | 15 | 20 | -5  | .429   |
| 5          | Canada           | 7           | 3           | 4           | 6  | 14 | -8  | .429   |
| 6          | Chinees Taipei   | 7           | 2           | 5           | 3  | 13 | -10 | .286   |
| 7          | Griekenland      | 7           | 2           | 5           | 6  | 24 | -18 | .286   |
| 8          | Italië           | 7           | 1           | 6           | 8  | 24 | -16 | .143   |

| Ronde       | Datum  | Plaats      | Land | Score            | Land |
| ----------- | ------ | ----------- | ---- | ---------------- | ---- |
| Groepsfase  |        |             |      |                  |      |
| 14 augustus | Athene | Griekenland | 0-5  | China            |      |
| 15 augustus | Athene | Griekenland | 2-0  | Canada           |      |
| 16 augustus | Athene | Griekenland | 2-1  | Italië           |      |
| 17 augustus | Athene | Griekenland | 0-2  | Chinees Taipei   |      |
| 18 augustus | Athene | Griekenland | 0-6  | Japan            |      |
| 19 augustus | Athene | Griekenland | 0-7  | Verenigde Staten |      |
| 20 augustus | Athene | Griekenland | 2-3  | Australië        |      |

### Synchroonzwemmen
| Olympiër | Discipline | Resultaat | Prestatie                                                    |
| --- | ---------- | --------- | ------------------------------------------------------------ |
| Eleftheria Ftouli Christina Thalassinidou                                                                                                 | duet       | 9e        | voorronde: 9e met 92,918 punten finale: 9e met 92,918 punten |
| Aglaia Anastasiou Maria Christodoulou Eleftheria Ftouli Eleni Georgiou Effrosyni Gouda Apostolia Ioannou Evgenia Koutsoudi Olga Pelekanou | team       | 8e        | 92,750 punten                                                |

### Taekwondo
| Olympiër              | Discipline | Resultaat | Prestatie |
| --------------------- | ---------- | --------- | --- |
| Michail Mouroutsos    | -58kg (m)  | 9e        | 1e ronde: W van THA Sutthikunkarn: 5-2 kwartfinale: V van EGY Bayoumi: 2-8                                                             |
| Alexandros Nikolaidis | +80kg (m)  | Zilver    | 1e ronde: W van COL Rojas: 7-3 kwartfinale: W van MAR Zrouri: 5-2 halve finale: W van JOR Kamal: 6-3 finale: V van KOR Moon: knock-out |
|                       |            |           | |
| Areti Athanasopoulou  | -57kg (v)  | 11e       | 1e ronde: V van THA Sukkhongdumnoen: 6-6                                                                                               |
| Elisavet Mystakidou   | -67kg (v)  | Zilver    | 1e ronde: W van NZL Wihongi: 4-0 kwartfinale: W van GUA Juarez: 6-4 halve finale: W van PHI Rivero: 3-2 finale: V van CHN Luo: 6-7     |

### Tafeltennis
| Olympiër                            | Discipline     | Resultaat | Prestatie |
| ----------------------------------- | -------------- | --------- | --- |
| Panagiotis Gionis                   | enkelspel (m)  | 49e       | 1e ronde: V van ESP He: 1-4 (7-11, 11-13, 4-11, 13-11, 13-15)                                                                                               |
| Kalinikos Kreanga                   | enkelspel (m)  | 17e       | 1e ronde: vrij 2e ronde: vrij 3e ronde: V van SWE Persson: 0-4 (5-11, 7-11, 9-11, 8-11)                                                                     |
| Panagiotis Gionis Kalinikos Kreanga | dubbelspel (m) | 17e       | 1e ronde: W van ARG Gonzales/Tabachnik: 1-4 (7-11, 7-11, 2-11, 11-9, 6-11) 2e ronde: V van JPN Kito/Tasaki: 3-4 (11-9, 11-6, 5-11, 11-8, 6-11, 11-13, 4-11) |
|                                     |                |           | |
| Archontoula Volakaki                | enkelspel (v)  | 49e       | 1e ronde: V van ISR Kravchenko: 0-4 (6-11, 5-11, 4-11, 5-11)                                                                                                |
| Maria Mirou Archontoula Volakaki    | dubbelspel (v) | 25e       | 1e ronde: vrij 2e ronde V van CAN Cada/Roussu: 1-4 (8-11, 11-4, 7-11, 9-11, 8-11)                                                                           |

### Tennis
| Olympiër                                  | Discipline     | Resultaat | Prestatie |
| ----------------------------------------- | -------------- | --------- | --- |
| Konstantinos Economidis                   | enkelspel (m)  | 33e       | 1e ronde: V van CHI Gonzalez: 6-7(2), 2-6                                                                              |
| Konstantinos Economidis Vasilis Mazarakis | dubbelspel (m) | 17e       | 1e ronde: V van CZE Damm/Suk: 1-6, 3-6                                                                                 |
|                                           |                |           | |
| Eléni Daniilídou                          | enkelspel (v)  | 9e        | 1e ronde: W van COL Castano: 6-1, 6-4 2e ronde: W van BUL Maleeva: 2-6, 6-4, 6-4 3e ronde: V van RUS Myskina: 5-7, 4-6 |
| Eléni Daniilídou Christina Zachariadou    | dubbelspel (v) | 17e       | 1e ronde: V van FRA Mauresmo/Pierce: 5-7, 1-6                                                                          |

### Triatlon
| Olympiër           | Discipline | Resultaat | Prestatie      |
| ------------------ | ---------- | --------- | -------------- |
| Vassilis Krommidas | mannen     | DNF       | niet gefinisht |

### Voetbal

#### Mannen
| Olympiër | Discipline | Resultaat | Prestatie                                                           |
| --- | ---------- | --------- | ------------------------------------------------------------------- |
| Georgios Abaris Panagiotis Lagos Vangelis Moras Spyros Vallas Kostas Nebegleras Loukas Vyntra Ieroklis Stoltidis Georgios Fotakis Miltos Sapanis Tasos Argitis Dimitrios Papadopoulos Aristidis Galanopoulos Dimitrios Salpigidis Nikolaos Mitrou Giannis Taralidis Kleopas Giannouthesi | mannen     | 15e       | groep A: 4e G van Zuid-Korea: 2-2 V van Mali: 0-2 V van Mexico: 2-3 |

| Groep A |             |             |             |             |             |            |            |            |        |
| #       | Land        | Wedstrijden | Wedstrijden | Wedstrijden | Wedstrijden | Doelpunten | Doelpunten | Doelpunten | Punten |
| #       | Land        | G           | W           | G           | V           | V          | T          | Saldo      | Punten |
| 1       | Mali        | 3           | 1           | 2           | 0           | 5          | 3          | +2         | 5      |
| 2       | Zuid-Korea  | 3           | 1           | 2           | 0           | 6          | 5          | +1         | 5      |
| 3       | Mexico      | 3           | 1           | 1           | 1           | 3          | 3          | 0          | 4      |
| 4       | Griekenland | 3           | 0           | 1           | 2           | 4          | 7          | -3         | 1      |

| Ronde       | Datum        | Plaats      | Land | Score       | Land |
| ----------- | ------------ | ----------- | ---- | ----------- | ---- |
| Groepsfase  |              |             |      |             |      |
| 11 augustus | Thessaloniki | Zuid-Korea  | 2-2  | Griekenland |      |
| 14 augustus | Thessaloniki | Griekenland | 0-2  | Mali        |      |
| 17 augustus | Volos        | Griekenland | 2-3  | Mexico      |      |

#### Vrouwen
| Olympiër | Discipline | Resultaat | Prestatie                                                                        |
| --- | ---------- | --------- | -------------------------------------------------------------------------------- |
| Eleni Benson Maria Giatrakou Tania Kalyvas Konstantina Katsaiti Alexandra Kavvada Natalia Khatzigiannidou Angeliki Lagoumtzi Maria Lazarou Amalia Loseno Efi Mikhailidou Ileana Moskhou Dimitra Panteleiadou Anastasia Papadopoulou Athanasia Pouridou Sofia Smith Vasiliki Soupiadou Bemba Stratakis Angeliki Tefani | vrouwen    | 10e       | groep C: 4e V van Verenigde Staten: 0-3 V van Australië: 0-1 V van Brazilië: 0-7 |

| Groep C |                  |             |             |             |             |            |            |            |        |
| #       | Land             | Wedstrijden | Wedstrijden | Wedstrijden | Wedstrijden | Doelpunten | Doelpunten | Doelpunten | Punten |
| #       | Land             | G           | W           | G           | V           | V          | T          | Saldo      | Punten |
| 1       | Verenigde Staten | 3           | 2           | 1           | 0           | 6          | 1          | +5         | 6      |
| 2       | Brazilië         | 3           | 2           | 0           | 1           | 8          | 2          | +6         | 6      |
| 3       | Australië        | 3           | 1           | 1           | 1           | 2          | 2          | 0          | 3      |
| 4       | Griekenland      | 3           | 1           | 0           | 3           | 0          | 11         | -11        | 3      |

| Ronde       | Datum     | Plaats      | Land | Score            | Land |
| ----------- | --------- | ----------- | ---- | ---------------- | ---- |
| Groepsfase  |           |             |      |                  |      |
| 11 augustus | Heraklion | Griekenland | 0-3  | Verenigde Staten |      |
| 14 augustus | Heraklion | Griekenland | 0-1  | Australië        |      |
| 17 augustus | Patras    | Griekenland | 0-7  | Brazilië         |      |

### Volleybal

#### Beach
| Olympiër                                   | Discipline | Resultaat | Prestatie |
| ------------------------------------------ | ---------- | --------- | --- |
| Pavlos Beligratis Athanasios Michalopoulos | mannen     | 19e       | groep F: 4e V van RSA Pocock/Rorich: 1-2 (16-21, 26-24, 10-15) V van POR Brenha/Maia: 0-2 (14-21, 19-21) V van ARG Baracetti/Conde: walk-over                                                                         |
|                                            |            |           | |
| Vassiliki Arvaniti Efthalia Koutroumanidou | vrouwen    | 9e        | groep C: 3e V van GER Lahme/Müsch: 1-2 (16-21, 21-16, 10-15) V van BRA Connelly/Pires: 0-2 (13-21, 14-21) W van NOR Håkedal/Tørlen: 2-1 (21-11, 21-23, 15-12) 2e ronde: V van GER Pohl/Rau: 1-2 (12-21, 21-19, 11-15) |
| Vasso Karadassiou Effrosyni Sfyri          | vrouwen    | 9e        | groep F: 2e W van MEX Garcia/Gaxiola: 2-0 (21-17, 21-13) V van AUS Lochowicz/Pottharst: 1-2 (15-21, 21-15, 14-16) W van CHN Tian/Wang: 2-0 (21-14, 21-17) 2e ronde: V van BRA Connelly/Pires: 0-2 (16-21, 19-21)      |

#### Zaal
Mannen
| Olympiër | Discipline | Resultaat | Prestatie |
| --- | ---------- | --------- | --- |
| Konstantinos Christofidelis Marios Giourdas Theodoros Chatziantoniou Vasileios Kournetas Georgios Stefanou Antonios Tsakiropoulos Nikolaos Roumeliotis Sotirios Pantaleon Ilias Lappas Andrej Kravárik Konstantinos Prousalis Theodoros Baev | mannen     | 5e        | groep A: 2e W van Tunesië: 3-0 (25-20, 25-14, 25-17) W van Polen: 3-1 (21-25, 25-18, 25-21, 25-20) V van Argentinië: 1-3 (25-16, 21-25, 22-25, 22-25) W van Frankrijk: 3-2 (25-22, 14-25, 26-24, 23-25, 15-10) V van Servië en Montenegro: 2-3 (25-21, 36-38, 13-25, 25-23, 12-15) kwartfinale: V van Verenigde Staten: 2-3 (20-25, 25-22, 27-25, 23-25, 15-17) |

| Groep A |                      |             |             |             |      |      |       |           |           |           |        |
| #       | Land                 | Wedstrijden | Wedstrijden | Wedstrijden | Sets | Sets | Sets  | Setpunten | Setpunten | Setpunten | Punten |
| #       | Land                 | G           | W           | V           | V    | T    | Saldo | V         | T         | Saldo     | Punten |
| 1       | Servië en Montenegro | 5           | 4           | 1           | 12   | 6    | +6    | 427       | 398       | +29       | 9      |
| 2       | Griekenland          | 5           | 3           | 2           | 12   | 9    | +3    | 475       | 454       | +21       | 8      |
| 3       | Argentinië           | 5           | 3           | 2           | 12   | 9    | +3    | 471       | 457       | +14       | 8      |
| 4       | Polen                | 5           | 3           | 2           | 10   | 9    | +1    | 422       | 419       | +3        | 8      |
| 5       | Frankrijk            | 5           | 2           | 3           | 8    | 10   | -2    | 405       | 394       | +11       | 7      |
| 6       | Tunesië              | 5           | 0           | 5           | 4    | 15   | -11   | 373       | 451       | -78       | 5      |

| Ronde       | Datum  | Plaats               | Land | Score       | Land |
| ----------- | ------ | -------------------- | ---- | ----------- | ---- |
| Groepsfase  |        |                      |      |             |      |
| 15 augustus | Athene | Tunesië              | 0-3  | Griekenland |      |
| 17 augustus | Athene | Griekenland          | 3-1  | Polen       |      |
| 19 augustus | Athene | Argentinië           | 3-1  | Griekenland |      |
| 21 augustus | Athene | Griekenland          | 3-2  | Frankrijk   |      |
| 23 augustus | Athene | Servië en Montenegro | 3-2  | Griekenland |      |
| Kwartfinale |        |                      |      |             |      |
| 25 augustus | Athene | Griekenland          | 2-3  | Frankrijk   |      |

Vrouwen
| Olympiër | Discipline | Resultaat | Prestatie |
| --- | ---------- | --------- | --- |
| Zanna Proniadu Maria Gkaragkouni Niki Gkaragkouni Eleni Memetzi Charikleia Sakkoula Eleftheria Chatzinikou Ioanna Vlachou Vasiliki Papazoglou Sofia Iordanidou Georgia Tzanaki Eleni Kiosi Rouxantra-Kon Ntoumitreskou | vrouwen    | 9e        | groep A: 5e W van Kenia: 3-0 (25-7, 25-22, 25-17) V van Zuid-Korea: 1-3 (25-20, 19-25, 15-25, 22-25) V van Japan: 1-3 (10-25, 25-20, 21-25, 22-25) V van Brazilië: 0-3 (22-25, 22-25, 11-25) V van Italië: 0-3 (19-25, 19-25, 22-25) |

| Groep A |             |             |             |             |             |             |             |        |        |        |        |
| #       | Land        | Wedstrijden | Wedstrijden | Wedstrijden | Wedstrijden | Wedstrijden | Wedstrijden | Punten | Punten | Punten | Punten |
| #       | Land        | G           | W           | V           | SW          | SV          | SR          | SPW    | SPL    | Saldo  | Punten |
| 1       | Brazilië    | 5           | 5           | 0           | 15          | 2           | +13         | 410    | 326    | +84    | 10     |
| 2       | Italië      | 5           | 4           | 1           | 14          | 3           | +11         | 392    | 305    | +87    | 9      |
| 3       | Zuid-Korea  | 5           | 3           | 2           | 9           | 7           | +2          | 355    | 352    | +3     | 8      |
| 4       | Japan       | 5           | 2           | 3           | 6           | 10          | -4          | 346    | 343    | +3     | 7      |
| 5       | Griekenland | 5           | 1           | 4           | 5           | 12          | -7          | 349    | 383    | -34    | 6      |
| 6       | Kenia       | 5           | 0           | 5           | 0           | 15          | -15         | 236    | 379    | -143   | 5      |

| Ronde       | Datum  | Plaats      | Land | Score       | Land |
| ----------- | ------ | ----------- | ---- | ----------- | ---- |
| Groepsfase  |        |             |      |             |      |
| 14 augustus | Athene | Griekenland | 3-0  | Kenia       |      |
| 16 augustus | Athene | Griekenland | 1-3  | Zuid-Korea  |      |
| 18 augustus | Athene | Japan       | 3-1  | Griekenland |      |
| 20 augustus | Athene | Griekenland | 0-3  | Brazilië    |      |
| 22 augustus | Athene | Italië      | 3-0  | Griekenland |      |

### Waterpolo

#### Mannen
| Olympiër | Discipline | Resultaat | Prestatie |
| --- | ---------- | --------- | --- |
| Christos Afroudakis Nikolaos Trikoypis Georgios Afroudakis Theodoros Chatzitheodorou Nikolaos Deligiannis Theodoros Kalakonas Konstantinos Loudis Dimitrios Mazis Georgios Reppas Stefanos Santa Anastasios Schizas Argyris Theodoropoulos Ioannis Thomakos Antonios Vlontakis | mannen     | 4e        | groep B: 1e V van Duitsland: 4-5 W van Spanje: 15-4 W van Egypte: 15-4 W van Australië: 10-9 W van Italië: 6-4 halve finale: V van Servië en Montenegro: 3-7 bronzen finale: V van Rusland: 5-6 |

| Groep B |             |             |             |             |             |        |        |        |        |
| #       | Land        | Wedstrijden | Wedstrijden | Wedstrijden | Wedstrijden | Punten | Punten | Punten | Punten |
| #       | Land        | G           | W           | G           | V           | V      | T      | Saldo  | Punten |
| 1       | Griekenland | 5           | 4           | 0           | 1           | 43     | 27     | +16    | 8      |
| 2       | Duitsland   | 5           | 3           | 1           | 1           | 40     | 28     | +12    | 7      |
| 3       | Spanje      | 5           | 3           | 0           | 2           | 35     | 31     | +4     | 6      |
| 4       | Italië      | 5           | 3           | 0           | 2           | 39     | 24     | +15    | 6      |
| 5       | Australië   | 5           | 1           | 1           | 3           | 37     | 35     | +2     | 4      |
| 6       | Egypte      | 5           | 0           | 0           | 5           | 18     | 67     | −49    | 0      |

| Ronde          | Datum  | Plaats      | Land | Score                | Land |
| -------------- | ------ | ----------- | ---- | -------------------- | ---- |
| Groepsfase     |        |             |      |                      |      |
| 15 augustus    | Athene | Duitsland   | 5-4  | Griekenland          |      |
| 17 augustus    | Athene | Griekenland | 15-4 | Spanje               |      |
| 19 augustus    | Athene | Egypte      | 4-15 | Griekenland          |      |
| 21 augustus    | Athene | Griekenland | 10-9 | Australië            |      |
| 23 augustus    | Athene | Griekenland | 6-4  | Italië               |      |
| Halve finale   |        |             |      |                      |      |
| 27 augustus    | Athene | Griekenland | 3-7  | Servië en Montenegro |      |
| Bronzen finale |        |             |      |                      |      |
| 29 augustus    | Athene | Rusland     | 6-5  | Griekenland          |      |

#### Vrouwen
| Olympiër | Discipline | Resultaat | Prestatie |
| --- | ---------- | --------- | --- |
| Georgia Ellinaki Dimitra Asilian Aniopi Melidoni Angeliki Karapataki Kyriaki Liosi Stavroula Kozompoli Aikaterini Oikonomopoulou Antigoni Roumpesi Evangelia Moraitidou Eftychia Karagianni Georgië Lara Antonia Moraiti Anthoula Mylonaki | vrouwen    | Zilver    | groep B: 3e W van Kazachstan: 8-6 V van Italië: 2-7 G van Australië: 7-7 kwartfinale: W van Rusland: 7-4 halve finale: W van Australië: 6-2 finale: V van Italië: 9-10 |

| Groep B |             |             |             |             |             |        |        |        |        |
| #       | Land        | Wedstrijden | Wedstrijden | Wedstrijden | Wedstrijden | Punten | Punten | Punten | Punten |
| #       | Land        | G           | W           | G           | V           | V      | T      | Saldo  | Punten |
| 1       | Australië   | 3           | 2           | 0           | 1           | 43     | 27     | +16    | 8      |
| 2       | Italië      | 3           | 2           | 1           | 0           | 40     | 28     | +12    | 7      |
| 3       | Griekenland | 3           | 1           | 1           | 1           | 35     | 31     | +4     | 6      |
| 4       | Kazachstan  | 3           | 0           | 0           | 3           | 39     | 24     | +15    | 6      |

| Ronde        | Datum  | Plaats      | Land | Score       | Land |
| ------------ | ------ | ----------- | ---- | ----------- | ---- |
| Groepsfase   |        |             |      |             |      |
| 16 augustus  | Athene | Australië   | 8-6  | Kazachstan  |      |
| 18 augustus  | Athene | Australië   | 2-7  | Italië      |      |
| 20 augustus  | Athene | Australië   | 7-7  | Griekenland |      |
| Kwartfinale  |        |             |      |             |      |
| 22 augustus  | Athene | Griekenland | 7-4  | Rusland     |      |
| Halve finale |        |             |      |             |      |
| 24 augustus  | Athene | Australië   | 2-6  | Griekenland |      |
| Finale       |        |             |      |             |      |
| 26 augustus  | Athene | Griekenland | 9-10 | Italië      |      |

### Wielersport
| Olympiër                                                     | Discipline      | Resultaat | Prestatie                                                    |
| Baan                                                         | Baan            | Baan      | Baan                                                         |
| ------------------------------------------------------------ | --------------- | --------- | ------------------------------------------------------------ |
| Dimitrios Georgalis                                          | tijdrit (m)     | 15e       | 1.04,204                                                     |
| Labros Vasilopoulos                                          | keirin (m)      | 9e        | 1e ronde: 2e 2e ronde: gedubbeld 7-12e plek: 3e              |
| Georgios Cheimonetos Dimitrios Georgalis Labros Vasilopoulos | teamsprint (m)  | 8e        | kwalificatie: 8e in 44,986 1e ronde: V van Frankrijk: 45,708 |
|                                                              |                 |           |                                                              |
| Kyriaki Konstantinidou                                       | puntenkoers (v) | 16e       | 18 punten                                                    |
| Mountainbike                                                 |                 |           |                                                              |
| Emmanouil Kotoulas                                           | mannen          | 45e       | op 3 ronden                                                  |

### Worstelen
| Olympiër               | Discipline  | Resultaat   | Prestatie |
| Vrije stijl            | Vrije stijl | Vrije stijl | Vrije stijl |
| ---------------------- | ----------- | ----------- | --- |
| Amiran Kardanov        | -55kg (m)   | 4e          | groep 7: 1e W van PRK O: 4-3 W van TUR Dogan: 10-0 W van ARM Berberyan: 3-2 halve finale: V van RUS Batirov: 1-7 bronzen finale: V van JPN Tanabe: 0-7          |
| Besik Aslanasvili      | -60kg (m)   | 11e         | groep 5: 2e W van ALB Prizreni: 5-2 V van IRI Mostafa-Jokar: 2-3                                                                                                |
| Apostolos Taskoudis    | -66kg (m)   | 6e          | groep 3: 1e W van IND Kumar: 10-8 W van ARM Hovhannisyan: 6-12 kwartfinale: V van UKR Tedeyev: 2-6 5-6e plek: V van JPN Ikematsu: 4-6                           |
| Emzarios Bentinidis    | -74kg (m)   | 10e         | groep 6: 2e W van HUN Ritter: 5-1 V van RUS Saitiev: 1-6 |
| Lazaros Loizidis       | -84kg (m)   | 6e          | groep 3: 1e W van GEO Mindorashvili: 3-1 W van FRA Aka-Akesse: 3-0 kwartfinale: V van CUB Romero: 1-3 5-6e plek: V van IRI Khodaei: 0-3                         |
| Alexandros Laliotis    | -96kg (m)   | 13e         | groep 1: 3e V van CHN Wang: 2-3 V van SVK Pecha: 1-4 |
| Nestoras Batzelas      | -120kg (m)  | 13e         | groep 3: 2e V van CUB Rodriguez: 0-10 W van UKR Priadun: 5-0 |
|                        |             |             | |
| Fani Psatha            | -48kg (v)   | 10e         | groep 3: 3e W van TUN Louati: 5-0 V van TJK Karamchakova: 3-5 V van UKR Merleni: 0-10                                                                           |
| Sofia Poumpouridou     | -55kg (v)   | 11e         | groep 4: 3e V van FRA Gomis: 0-10 V van KOR Lee: 2-3 |
| Stavroula Zygouri      | -63kg (v)   | 4e          | groep 1: 1e W van GER Groß: 4-1 W van SWE Eriksson: 5-3 halve finale: V van USA McMann: 0-4 bronzen finale: V van FRA Legrand: 0-10                             |
| Maria Louiza Vryoni    | -72kg (v)   | 8e          | groep 2: 2e V van UKR Saenko: 1-7 W van MGL Burmaa: 4-3 5-8e plek: V van GER Schätzle: 0-3                                                                      |
| Grieks-Romeins         |             |             | |
| Artiom Kiouregkian     | -55kg (m)   | Brons       | groep 7: 1e W van DEN Nyblom: 3-0 W van KGZ Kalilov: 6-0 W van CHN Jiang: 8-0 halve finale: V van RUS Mamadaliyev: 2-7 bronzen finale: W van UKR Vakulenko: 6-1 |
| Christos Gikas         | -60kg (m)   | 20e         | groep 7: 4e V van TUR Tüfenk: 0-5 V van CUB Monzon: 0-7 V van IRI Ashkani: 1-4                                                                                  |
| Konstantinos Arkoudeas | -66kg (m)   | 6e          | groep 6: 2e W van USA Wood: 9-3 V van KAZ Manukyan: 1-4 W van GER Zamanduridis: 3-2                                                                             |
| Alexios Kolitsopoulos  | -74kg (m)   | 12e         | groep 6: 3e W van AZE Aslanov: 2-2 V van HUN Berzicza: 0-3 V van UZB Dokturishvili: 4-8                                                                         |
| Dimitrios Avramis      | -84kg (m)   | 5e          | groep 3: 1e W van NOR Aanes: 5-1 W van IRI Jamshidi: 3-1 kwartfinale: V van RUS Mishin: 2-5 5-6e plek: W van EGY Abdelfatah                                     |
| Georgios Koutsioumpas  | -96kg (m)   | 7e          | groep 7: 2e W van KAZ Mambetov: 4-0 V van EGY Gaber: 6-11 W van POL Sitnik: 3-2                                                                                 |
| Xenofon Koutsioumpas   | -120kg (m)  | 7e          | groep 5: 2e V van KAZ Tsurtsumia: 2-2 W van SWE Bengtsson: 5-0 W van GEO Giorgafze: 5-0                                                                         |

### Zeilen
| Olympiër                                                       | Discipline  | Resultaat | Prestatie                                                       |
| -------------------------------------------------------------- | ----------- | --------- | --------------------------------------------------------------- |
| Nikolaos Kaklamanakis                                          | mistral (m) | Zilver    | 52 punten: (1-4-4-14-6-13-2-3-5-4-10)                           |
| Aimilios Papathanasiou                                         | finn (m)    | 5e        | 72,4 punten: (1-5-17-13-15-6-RDG-2-1-22-4)                      |
| Andreas Kosmatopoulos Konstantinos Trigkonis                   | 470 (m)     | 18e       | 132 punten: (9-6-11-9-16-2-23-15-21-20-OCS)                     |
| Georgios Kontogouris Leonidas Pelekanakis                      | star (m)    | 11e       | 86 punten: (16-2-10-17-5-14-10-1-9-16-3)                        |
|                                                                |             |           |                                                                 |
| Athina Frai                                                    | mistral (v) | 15e       | 123 punten: (6-18-4-16-11-17-9-16-18-OCS-8)                     |
| Virginia Kravarioti                                            | europe (v)  | 9e        | 94 punten: (15-21-5-14-2-12-15-9-16-3-3)                        |
| Sofia Bekatorou Aimilia Tsoulfa                                | 470 (v)     | Goud      | 38 punten: (1-2-2-13-1-1-14-1-1-2-DNS)                          |
| Eleni Dimitrakopoulou Aikaterini Giakomidou Efychia Mantzaraki | yngling (v) | 11e       | 86 punten: (12-6-8-4-6-6-16-RDG-8-9-OCS)                        |
|                                                                |             |           |                                                                 |
| Evangelos Cheimonas                                            | laser       | 16e       | 155 punten: (12-24-36-15-7-17-20-2-6-16-37)                     |
| Athanasios Pachoumas Vasileios Portosalte                      | 49er        | 17e       | 181,4 punten: (15-12-8-14-15-13-14-18-8-17-DSQ-12-RDG-15-7-OCS) |
| Christos Garefis Iordanis Paschalidis                          | tornado     | 12e       | 95 punten: (12-10-2-9-10-7-16-13-15-14-3)                       |

### Zwemmen
| Olympiër                                                                    | Discipline            | Resultaat | Prestatie                                                            |
| --------------------------------------------------------------------------- | --------------------- | --------- | -------------------------------------------------------------------- |
| Apostolos Tsagkarakis                                                       | 50m vrije slag (m)    | 24e       | serie 7: 2e in 22,72                                                 |
| Aristeidis Grigoriadis                                                      | 100m vrije slag (m)   | 32e       | serie 5: 4e in 50,61                                                 |
| Andreas Zisimos                                                             | 200m vrije slag (m)   | 12e       | serie 7: 4e in 1.49,60 halve finale 1: 6e in 1.49,76                 |
| Spyridon Gianniotis                                                         | 400m vrije slag (m)   | 7e        | serie 6: 3e in 3.48,77 finale: 7e in 3.48,77                         |
| Dimitrios Manganas                                                          | 400m vrije slag (m)   | 24e       | serie 4: 8e in 3.54,78                                               |
| Georgios Diamantidis                                                        | 1500m vrije slag (m)  | 31e       | serie 4: 8e in 16.06,31                                              |
| Spyridon Gianniotis                                                         | 1500m vrije slag (m)  | 5e        | serie 5: 3e in 15.03,87 finale: 5e in 15.03,69                       |
| Aristeidis Grigoriadis                                                      | 100m rugslag (m)      | 17e       | serie 3: 2e in 55,85                                                 |
| Antonios Gkioulmpas                                                         | 200m rugslag (m)      | 28e       | serie 3: 7e in 2.04,30                                               |
| Christos Papadopoulos                                                       | 100m schoolslag (m)   | 39e       | serie 4: 3e in 1.04,43                                               |
| Romanos Alyfantis                                                           | 200m schoolslag (m)   | 33e       | serie 3: 6e in 2.18,18                                               |
| Sotirios Pastras                                                            | 100m vlinderslag (m)  | 31e       | serie 4: 3e in 54,20                                                 |
| Ioannis Drymonakos                                                          | 200m vlinderslag (m)  | 22e       | serie 4: 6e in 1.59,42                                               |
| Ioannis Kokkodis                                                            | 200m wisselslag (m)   | 12e       | serie 4: 1e in 2.02,11 halve finale 1: 6e in 2.01,57                 |
| Ioannis Drymonakos                                                          | 400m wisselslag (m)   | 9e        | serie 4: 3e in 4.16,83                                               |
| Ioannis Kokkodis                                                            | 400m wisselslag (m)   | 6e        | serie 3: 3e in 4.16,56 finale: 6e in 4.18,60                         |
| Spyridon Bitsakis Aristeidis Grigoriadis Alexandros Tsoltos Andreas Zisimos | 4x100m vrije slag (m) | 14e       | serie 2: 7e in 3.24,26                                               |
| Apostolos Antonopoulos Dimitrios Manganas Nikolaos Xylouris Andreas Zisimos | 4x200m vrije slag (m) | 8e        | serie 2: 4e in 7.19,71 finale: 8e in 7.23,02                         |
|                                                                             |                       |           |                                                                      |
| Martha Matsa                                                                | 50m vrije slag (v)    | 33e       | serie 7: 7e in 26,46                                                 |
| Nery Mantey Niangkouara                                                     | 50m vrije slag (v)    | 10e       | serie 8: 4e in 25,62 halve finale 2: 7e in 25,27                     |
| Nery Mantey Niangkouara                                                     | 100m vrije slag (v)   | 6e        | serie 7: 3e in 55,12 halve finale 1: 3e in 55,02 finale: 6e in 54,81 |
| Zoi Dimoschaki                                                              | 200m vrije slag (v)   | 27e       | serie 6: 8e in 2.03,38                                               |
| Zoi Dimoschaki                                                              | 400m vrije slag (v)   | 20e       | serie 3: 5e in 4.13,96                                               |
| Marianna Lymperta                                                           | 800m vrije slag (v)   | 19e       | serie 2: 6e in 8.42,65                                               |
| Eirini Karastergiou                                                         | 100m rugslag (v)      | 33e       | serie 3: 7e in 1.05,30                                               |
| Eirini Karastergiou                                                         | 200m rugslag (v)      | 30e       | serie 2: 8e in 2.21,93                                               |
| Athina Tzavella                                                             | 200m schoolslag (v)   | 31e       | serie 2: 7e in 2.40,18                                               |
| Eirini Kavarnou                                                             | 100m vlinderslag (v)  | 19e       | serie 2: 2e in 1.00,43                                               |
| Vasiliki Angelopoulou                                                       | 200m vlinderslag (v)  | 22e       | serie 4: 8e in 2.13,88                                               |
| Athina Tzavella                                                             | 200m wisselslag (v)   | 23e       | serie 3: 7e in 2.20,30                                               |
| Vasiliki Angelopoulou                                                       | 400m wisselslag (v)   | 8e        | serie 4: 4e in 4.44,90 (NR) finale: 8e in 4.50,85                    |
| Zoi Dimoschaki Eleni Kosti Martha Matsa Nery Mantey Niangkouara             | 4x100m vrije slag (v) | DSQ       | serie 2: gediskwalificeerd                                           |
| Zoi Dimoschaki Marianna Lymperta Georgia Manoli Evangelia Tsagka            | 4x200m vrije slag (v) | 15e       | serie 1: 8e in 8.16,69                                               |